# Irán en los Juegos Olímpicos de Múnich 1972
Irán estuvo representado en los Juegos Olímpicos de Múnich 1972 por un total de 48 deportistas masculinos que compitieron en 7 deportes.
El portador de la bandera en la ceremonia de apertura fue el luchador Abdolah Movahed.

## Medallistas
El equipo olímpico iraní obtuvo las siguientes medallas:
| Nombre         | Deporte            | Competición |
| -------------- | ------------------ | ----------- |
| Oro            |                    |             |
| —              |                    |             |
| Plata          |                    |             |
| Mohamad Nasiri | Halterofilia       | 56 kg M     |
| Rahim Aliabadi | Lucha grecorromana | 48 kg M     |
| Bronce         |                    |             |
| Ebrahim Yavadi | Lucha libre        | 48 kg M     |